# 안류정
안류정(일본어: 安立町)은 일본 오사카부 히가시나리군에 설치되었던 정이다. 현재의 오사카시 스미노에구 남동부에 해당한다.